# Alekszandar Kosztov
Alekszandar Dimitrov Kosztov (bolgárul: Александър Димитров Костов, Szófia, 1938. március 2. – Szófia, 2019. április 15.) bolgár válogatott labdarúgó.
A bolgár válogatott tagjaként részt vett az 1962-es, 1966-os világbajnokságon.

## Sikerei, díjai
Levszki Szofija
- Bolgár bajnok (3): 1964–65, 1967–68, 1969–70
- Bolgár kupa (4): 1955–56, 1956–57, 1958–59, 1966–67, 1967–68, 1969–70, 1970–71